# Xanthia rosina
Xanthia rosina är en fjärilsart som beskrevs av Culot. Xanthia rosina ingår i släktet Xanthia och familjen nattflyn. Inga underarter finns listade i Catalogue of Life.